# Will Friedle
William Alan Friedle, detto Will (Hartford, 11 agosto 1976), è un attore, comico e doppiatore statunitense.

## Biografia
Friedle nacque a Hartford, nel Connecticut. Frequentando corsi di recitazione per intraprendere la carriera d'attore, Will si trasferiva da Avon a New York City per le audizioni. Frequentò la Avon High school nel 1994.

## Carriera
L'attore è conosciuto principalmente per il ruolo di Eric Matthews nella serie televisiva Crescere, che fatica!, che mantenne dal 1993 al 2000. Nel 2004, recitò assieme a Chris Owen nel film American Pie e nel film indipendente National Lampoon's Gold Diggers. Apparve anche nel 2005 nel film della ABC Family La forza dell'amore. Gli fu offerto il ruolo di "Mike" nella sitcom della WB Off Centre, che non poté accettare in quanto era già impegnato nella serie UPN The Random Years; questa parte andò a Eddie Kaye Thomas di American Pie.
Friedle doppiò Seifer Almasy nella versione inglese del video game Kingdom Hearts II e Jaster Rogue in Rogue Galaxy.

## Vita privata
Nel 1997, Will frequentò l'attrice statunitense Jennifer Love Hewitt, con la quale recitò quell'anno in Safe Sex - Tutto in una notte. La Hewitt fece anche una piccola apparizione in Crescere, che fatica! nel ruolo di Jennifer "Feffy" Love Fefferman.
Friedle è amico dell'attore Jason Marsden (col quale ha lavorato in molti film) e fu testimone al suo matrimonio nel 2004.

## Filmografia

### Cinema
- Safe Sex - Tutto in una notte (Trojan War), regia di George Huang (1997)
- My Date with the President's Daughter, regia di Alex Zamm (1998)
- National Lampoon's Gold Diggers, regia di Gary Preisler (2003)
- The Greatest Short Film Ever!!!, regia di Jason Marsden (2004)
- Ladykillers, regia di Joel ed Ethan Coen (2004)

### Televisione
- Don't Just Sit There - Film TV (1998)
- Law & Order - I due volti della giustizia (Law & Order) serie TV, un episodio (1992)
- Crescere, che fatica! (Boy meets world) - serie TV (1993-2000)
- Regalo d'amore (The Gift of Love) regia di Paul Bogart (1994) - Film TV
- Hai paura del buio? (Are You Afraid of the Dark?) - serie TV (1994)
- ABC Afterschool Special - serie TV (1996)
- Zoe, Duncan, Jack and Jane - serie TV (1999)
- Diavolo in prova (H-E Double Hockey Sticks) Film TV (1999)
- Odd Man Out - serie TV, un episodio (1999)
- Una famiglia del terzo tipo (3rd Rock from the Sun) - serie TV, un episodio (2001)
- Go Fish - serie TV, 5 episodi (2001)
- The Random Years - serie TV, un episodio (2002)
- Jack's House - film TV (2003)
- Regular Joe - serie TV, un episodio (2003)
- Perfetti ma non troppo (Less than perfect) - serie TV, un episodio (2004)
- La forza dell'amore (Everything You Want), regia di Ryan Little - Film TV (2005)
- The Batman - serie TV, un episodio (2005)
- Girl Meets World - serie TV, 4 episodi (2015-2017)

### Doppiatore
- Batman of the Future: Il ritorno del Joker - Batman/Terry McGinnis
- The Zeta Project - Batman/Terry McGinnis
- Kim Possible - Ron Stoppable
- Kim Possible - Viaggio nel tempo - Ron Stoppable
- Lilo & Stitch - Mackey Macaw
- Static Shock - Batman/Terry McGinnis
- Teen Titans - Fang/Frozen Promgoer
- Justice League - Kyle Rayner/Green Lantern
- Kim Possible - La sfida finale - Ron Stoppable
- American Dragon: Jake Long - Cugino Greggy
- Total Drama Island - Duncan
- Ben 10 - Forza aliena - Ken Tennyson
- The Secret Saturdays - Doyle Blackwell
- Batman - Il cavaliere di Gotham - Anton/Cultist
- Batman: The Brave and the Bold - Jaime Reyes/Blue Beetle
- Guardiani della Galassia - Peter Quill/Star-Lord